# Гапур (округ)
Гапур (гінді हापुड जिल्हा, англ. Hapur district) — округ індійського штату Уттар-Прадеш, належить до Національного столичного регіону. Адміністративний центр — місто Гапур.

## Географія
Округ Гапур розташований на північному заході штату Уттар-Прадеш, за 60 км на північ від столиці Індії Нью-Делі.
Площа округу — 1,117 км². Складається з трьох тегсіл: Гапур, Ґаргмуктешвар та Дгаулана.

## Клімат
Клімат в окрузі Гапур вологий субтропічний. 
| Клімат окрузі Гапур (1971–2000) | Клімат окрузі Гапур (1971–2000) | Клімат окрузі Гапур (1971–2000) | Клімат окрузі Гапур (1971–2000) | Клімат окрузі Гапур (1971–2000) | Клімат окрузі Гапур (1971–2000) | Клімат окрузі Гапур (1971–2000) | Клімат окрузі Гапур (1971–2000) | Клімат окрузі Гапур (1971–2000) | Клімат окрузі Гапур (1971–2000) | Клімат окрузі Гапур (1971–2000) | Клімат окрузі Гапур (1971–2000) | Клімат окрузі Гапур (1971–2000) | Клімат окрузі Гапур (1971–2000) |
| Показник                        | Січ.                            | Лют.                            | Бер.                            | Квіт.                           | Трав.                           | Черв.                           | Лип.                            | Серп.                           | Вер.                            | Жовт.                           | Лист.                           | Груд.                           | Рік                             |
| Абсолютний максимум, °C         | 29,3                            | 32,2                            | 39,5                            | 43,5                            | 45,8                            | 46,1                            | 46,0                            | 40,0                            | 39,0                            | 38,0                            | 34,5                            | 30,0                            | 46,1                            |
| Середній максимум, °C           | 21,9                            | 23,1                            | 28,7                            | 36,3                            | 39,1                            | 37,6                            | 33,6                            | 32,6                            | 33,7                            | 32,8                            | 28,6                            | 23,5                            | 31,1                            |
| Середній мінімум, °C            | 7,2                             | 9,1                             | 13,8                            | 19,9                            | 24,3                            | 26,0                            | 25,9                            | 25,5                            | 23,6                            | 18,2                            | 12,4                            | 8,0                             | 17,7                            |
| Абсолютний мінімум, °C          | 0,2                             | 0,1                             | 5,4                             | 8,3                             | 15,4                            | 17,7                            | 16,5                            | 19,0                            | 15,7                            | 7,2                             | 1,8                             | 0,2                             | 0,1                             |
| Норма опадів, мм                | 19.7                            | 24.9                            | 24.4                            | 12.8                            | 19.1                            | 71.2                            | 269.0                           | 264.7                           | 95.4                            | 25.9                            | 4.3                             | 13.4                            | 845.0                           |
| Днів з дощем                    | 1,5                             | 1,7                             | 1,7                             | 0,9                             | 1,6                             | 3,9                             | 10,2                            | 9,4                             | 4,2                             | 1,6                             | 0,4                             | 0,9                             | 38,0                            |
| ------------------------------- | ------------------------------- | ------------------------------- | ------------------------------- | ------------------------------- | ------------------------------- | ------------------------------- | ------------------------------- | ------------------------------- | ------------------------------- | ------------------------------- | ------------------------------- | ------------------------------- | ------------------------------- |

## Історія
28 вересня 2011 року три тексіли були виділені з округу Ґазіабад, та утворили новий округ Панчшиль-Наґар. 23 липня 2012 року округ Панчшиль-Наґар був перейменований у округ Гапур.

## Населення
За даними індійського переписом 2011 року населення округу становило 1 338 311 особи. З них 708 910 осіб чолової статі та 629 401 жінок. 
Сільське населення округу становить 928 564 осіб, міське  — 409 747 осіб.
Рівень грамотності дорослого населення становив 72,3%. 
Офіційною мовою в окрузі є гінді. 

## Релігія
Мешканці округу в основному сповідують індуїзм та іслам. 